# Iobăgie

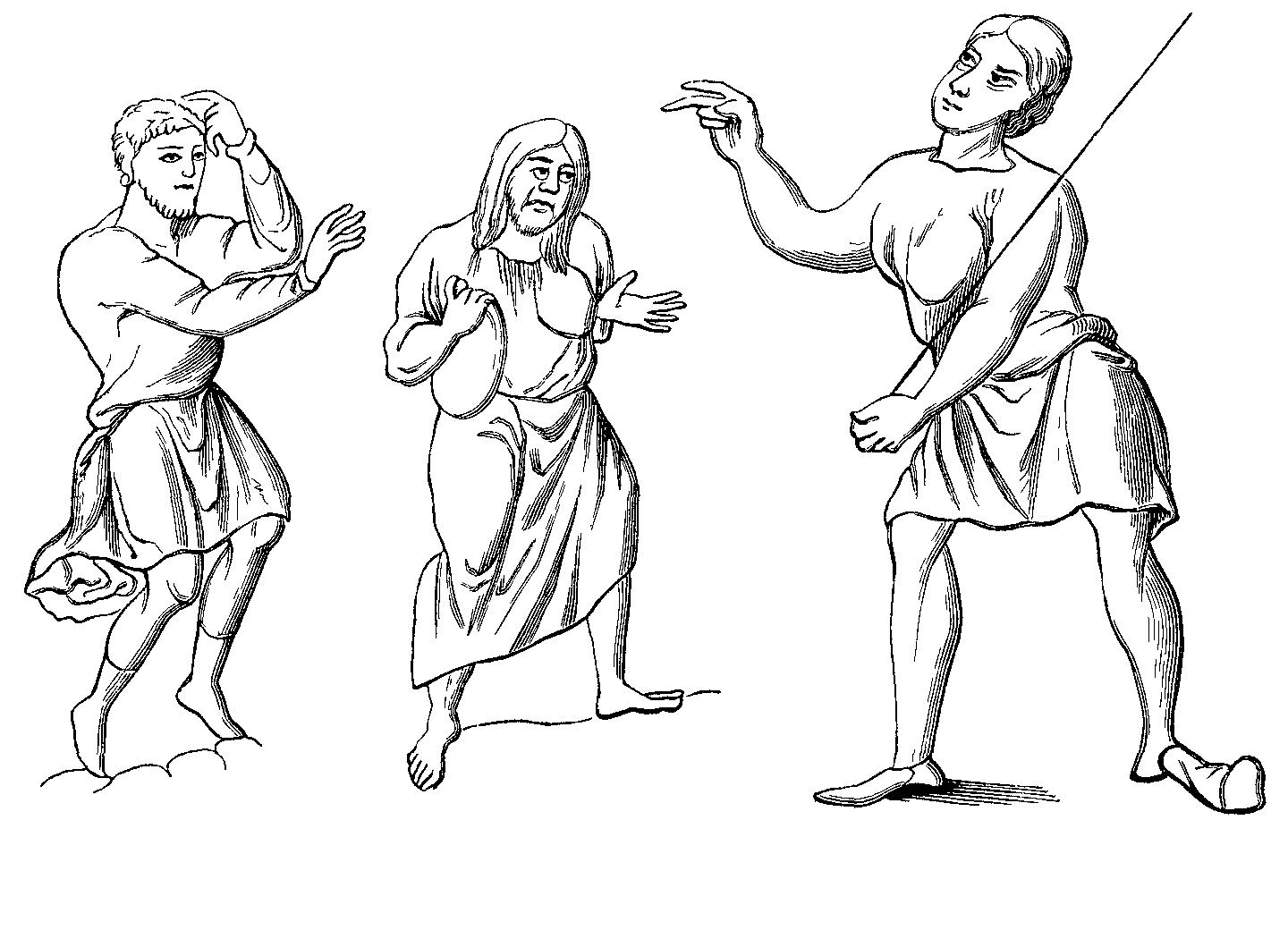
Costume ale sclavilor și ale iobagilor din secolul al VI-lea – secolul al XII-lea

Iobăgia a fost sistemul juridic prin care țăranul iobag (din maghiară jobbágy) era „legat” de pământul unui stăpân feudal, pe care trăia și muncea, depinzând cu persoana și cu bunurile sale de acesta. Obligația în muncă a iobagilor către stăpânul feudal se numea robotă. Cuvântul fiind derivat din „rob/robie” (slavie).
Țăranul dependent se mai numea șerb (din latină servus) în Transilvania, rumân în Țara Românească și vecin în Moldova.
Iobăgia diferă de sclavie prin faptul că stăpânul nu avea drept de viață și de moarte asupra iobagilor, iar aceștia nu puteau fi vânduți separat de pământul pe care îl lucrau sau îl primeau în folosință. În mod tipic, atunci când șerbia avea preponderență, pământul însuși nu putea fi vândut deoarece era asociat cu puterea politică, în schimb el putea fi transferat prin război, dăruire, căsătorie sau în alte moduri.

## Istoria iobăgiei
Fundamentele iobăgiei au fost puse în ultimii ani ai existenței Imperiului Roman. Pe durata războaielor din timpul crizelor secolului al treilea, mulți fermieri mici și-au vândut sau și-au abandonat pământurile, iar proprietatea asupra terenurilor agricole a ajuns să fie concentrată în moșii mari (latifundia), lucrate de țărani (coloni), care luaseră în arendă suprafețe arabile. 
Țăranii care lucrau pe aceste moșii datorau o rentă pentru porțiunea de teren care le asigura traiul și mai datorau stăpânului un număr de zile de muncă neplătită la arat, semănat și cules. De la un termen de plată al arendei la altul, datorită deteriorării economiei romane, colonii au început să nu mai fie capabili să plătească rentele și au ajuns legați de moșii prin debit. Edictul de la Milano (emis în 313 de împăratul roman Constantin cel Mare) a stabilit caracteristicile de bază ale iobăgiei. Colonii nu puteau să părăsească moșia sau să se căsătorească pe altă proprietate fără permisiunea stăpânului lor, iar copiii colonilor deveneau coloni la rândul lor. Pe de altă parte, stăpânul nu-și putea evacua colonii și nici nu le putea crește în mod arbitrar rentele și îndatoririle tradiționale. Astfel, colonii aveau traiul oarecum asigurat.   
Atât în partea răsăriteană a imperiului cât și în cea de vest (unde invazia popoarelor germanice i-a îndepărtat pe unii moșieri romani vechi, dar a lăsat neatins sistemul economic de relații proprietar - arendaș), acest aranjament economic și juridic a asigurat cea mai mare parte a forței de muncă din agricultură de-a lungul întregii epoci feudale. În vestul european, apariția unor monarhi puternici, a orașelor și a unei vieți economice îmbunătățite, a slăbit sistemul senioral (feudal) în secolele XIII - XIV, iar iobăgia a devenit mai rară după Renaștere. Însă în estul și centrul Europei, în țări precum Prusia, Austria, Polonia și Rusia, conducătorii au întărit șerbia în secolul al XII-lea, astfel încât proprietățile nobililor produceau recolte mai mari de grâne pentru noua piață profitabilă de export. O teorie diferită este cea a lui David Prodan, care neagă orice influență a evoluției economice apusene asupra formării economiei domeniale răsăritene, el constată că exportul bunurilor domeniilor transilvane este neglijabil și consumul nobiliar influențat de Renaștere (exigențe crescute și aprovizionarea armatei) a obligat pe aceștia să-și sporească veniturile prin fructificarea domeniului. Momentul în care șerbia este legiferată în Transilvania este după sfârșitul „războiului țărănesc” din 1514, prin care Ștefan Werbőczy, prin al său Tripartitum, cedează statutul juridic al țăranului, stăpânului său, legându-l de glie.
În multe dintre aceste țări, iobăgia a fost abolită în timpul războaielor napoleoniene de la începutul secolului al XIX-lea. În Transilvania iobăgia a fost abolită de iure la data de 6 iunie 1848, însă de facto fusese abolită în anul 1786. Totuși în Rusia s-au menținut practicile feudale până la data de 9 februarie 1861. În alte părți ale Europei, ca de exemplu în cea mai mare parte a Scandinaviei, instituțiile feudale, inclusiv șerbia, nu au fost niciodată practicate dat fiind specificul agriculturii nordice.